# Breckenridge (Colorado)
Pour les articles homonymes, voir Breckenridge.
Breckenridge est une ville américaine située dans l'État du Colorado.
Selon le recensement de 2010, Breckenridge compte 5 078 habitants. La municipalité s'étend sur 5,91 milles carrés (15,31 km2).
La ville est d'abord appelée Fort Meribeh, en l'honneur de la seule femme (Mary B.) présente parmi ses premiers habitants vers 1859. Elle adopte par la suite le nom du vice-président John Cabell Breckinridge.
Il s'agit d'une populaire station de sports d'hiver où de nombreuses compétitions (comme la coupe du monde de ski alpin) se sont tenues. L'été, elle offre de nombreuses activités comme les randonnées pédestres ou la pêche à la mouche.

## Démographie
| 1870 | 1880  | 1900 | 1910 | 1920 | 1930 |
| ---- | ----- | ---- | ---- | ---- | ---- |
| 51   | 1 657 | 976  | 834  | 796  | 436  |

| 1940 | 1950 | 1960 | 1970 | 1980 | 1990  |
| ---- | ---- | ---- | ---- | ---- | ----- |
| 381  | 296  | 393  | 548  | 818  | 1 285 |

| 2000  | 2010  | - | - | - | - |
| ----- | ----- | - | - | - | - |
| 2 408 | 4 540 | - | - | - | - |